# براين ماكلولين
براين ماكلولين (بالإنجليزية: Brianne McLaughlin)‏ هي لاعبة هوكي الجليد أمريكية، ولدت في 20 يونيو 1987 في شفيلد في الولايات المتحدة.

## وصلات خارجية
- براين ماكلولين على موقع EliteProspects.com (الإنجليزية)
- براين ماكلولين على موقع Eurohockey.com (الإنجليزية)
- براين ماكلولين على موقع HockeyDB.com (الإنجليزية)
- براين ماكلولين على موقع اللجنة الأولمبية الدولية (الإنجليزية)
- براين ماكلولين على موقع أوليمبيديا (الإنجليزية)
- براين ماكلولين على موقع اللجنة الأولمبية والبارالمبية الأمريكية (الإنجليزية)